# Dow Hover
Dow B. Hover (né le 16 novembre 1900 à Germantown dans l'État de New York et décédé le 1er juin 1990) est un bourreau américain, qui fut le dernier être humain[réf. nécessaire] à officier en tant qu'« électricien de l'État de New York » (un euphémisme désignant la personne chargée d'actionner la chaise électrique dans cette juridiction). 

## Biographie
Natif et résident de longue date de Germantown, Don Hover travailla un temps comme adjoint (en) du shérif du comté de Columbia.
Lorsque le 5 août 1953, Joseph Francel (en) démissionna de son poste d'« électricien de l'État de New York » après quatorze années de service, Hover fut embauché pour le remplacer, via le piston d'un de ses contacts au bureau du shérif du comté de Columbia. Hover avait alors 52 ans et, comme ses quatre prédécesseurs, il était électricien de formation. En plus de son emploi en tant que shérif adjoint, Hover touchait 150 $ (corrigé de l'inflation, cela équivaut à plus de 1 000 $ d'aujourd'hui) à chaque fois qu'il venait exécuter quelqu'un sur la chaise électrique de la prison de Sing Sing et percevait une prime de 50 $ si une autre exécution avait lieu le même jour (si trois personnes étaient exécutées le même jour, il recevait au total 250 $). Ses frais de déplacement, entre Germantown et Ossining, étaient en partie couverts, généralement à hauteur de 5 ¢ par kilomètre parcouru.
Contrairement à son prédécesseur, dont le nom apparaissait fréquemment dans les médias (ce qui lui valut des menaces de mort, une des raisons pour lesquelles il démissionna), Hover garda secret son deuxième emploi. Les nuits où il se rendait à Sing Sing pour procéder à une exécution, il changeait les plaques d'immatriculation de son véhicule avant même de quitter son garage. Hover était un citoyen connu et respecté de Germantown, en raison de sa fonction principale.
En plus d'avoir électrocuté 43 condamnés à mort (tous des hommes, âgés de 17 à 57 ans) pour le compte de l'État de New York, sous les mandats de Thomas Dewey, William Averell Harriman et Nelson Rockefeller, il s'occupa également de l'exécution fédérale du gangster Gerhard Puff (en), le 12 août 1954. Il exécuta également 14 personnes dans le New Jersey et 6 dans le Connecticut entre le milieu des années 1950 et le début des années 1960.
Depuis l'âge de ses 20 ans, Dow était marié avec Nellie Washburn Hover (1904-1985), avec qui il eut deux enfants, une fille et un fils : Gladys J Hover Bohnsack (1926-2005) et Dow C. Hover (1931-2011). Il était également le fondateur d'une entreprise de fournitures d'animaux de laboratoire, Taconic Farms, qu'il revendit par la suite.
Hover possédait une licence de radio amateur de classe générale, acquise avant 1969. Son indicatif d'appel était WA2QQY.
La fin de vie de Dow B. Hover fut extrêmement triste, il souffrait notamment de migraines fréquentes, peut-être en raison du stress accumulé à cause de son travail. 
Dow B. Hover décéda le 1er juin 1990, probablement d'un suicide par intoxication au monoxyde de carbone.
L'auteur-compositeur-interprète canadien Lorne Clark (en) écrivit et enregistra une chanson sur la vie de Dow B. Hover, intitulée Execution Nights, qu'il inclut dans son album indépendant Moonlight & Cider, sorti le 21 juin 2007.